# Кремолино
Кремолѝно (на италиански: Cremolino; на пиемонтски: Chërmolin, Кърмолин, на местен диалект: Chermoìn, Кермоин) е село и община в Северна Италия, провинция Алесандрия, регион Пиемонт. Разположено е на 405 m надморска височина. Населението на общината е 1099 души (към 2010 г.).